# Євфросинія Ісаврійська
Євфроси́нія Ісаврійська (*Εὐφροσύνη, бл. 790 — після 838) — візантійська імператриця.

## Життєпис
Походила з Ісаврійської династії. Донька візантійського імператора Костянтина VI та Марії Амнійської. У 795 році після розлучення батьків опинилася разом з матір'ю на о. Принкіпо (один з Принцевих островів у Мармуровому морі), де стала черницею. Тут перебувала до 823 року, коли імператор Михайло II після смерті дружини вирішив зміцнити своє становище, оженившись з Євфросинією. Вона отримала титул імператриці. Шлюб виявився бездітним, до того ж він викликав невдоволення знаті та духівництва, оскільки Євфросинія була вимушена порушити чернечу обітницю.
У 829 році помирає чоловік Євфросинії. Вона деякий час була регенткою при молодому пасорбку Феофілу, якого було оголошено імператором. Влаштувала для нього оглядини наречених, в результаті чого дружиною Феофіла стала Феодора з роду Маміконянів. Незабаром після цього Євфросинія відійшла від державних справ, повернувшись до монастиря Гастрія.
Євфросинія активно листувалася з церковними діячами, імператором. У 836 році надавала допомогу Михайлу Синкеллу, якого згодом було оголошено святим. У 838 році після важкої поразки імператорського війська тривалий час не було нічого чутно про Феофіла. Євфросинія спрямувала йому листа, щоб той поспішав до Константинополя. Подальша її доля невідома.